# Сливові кльоцки

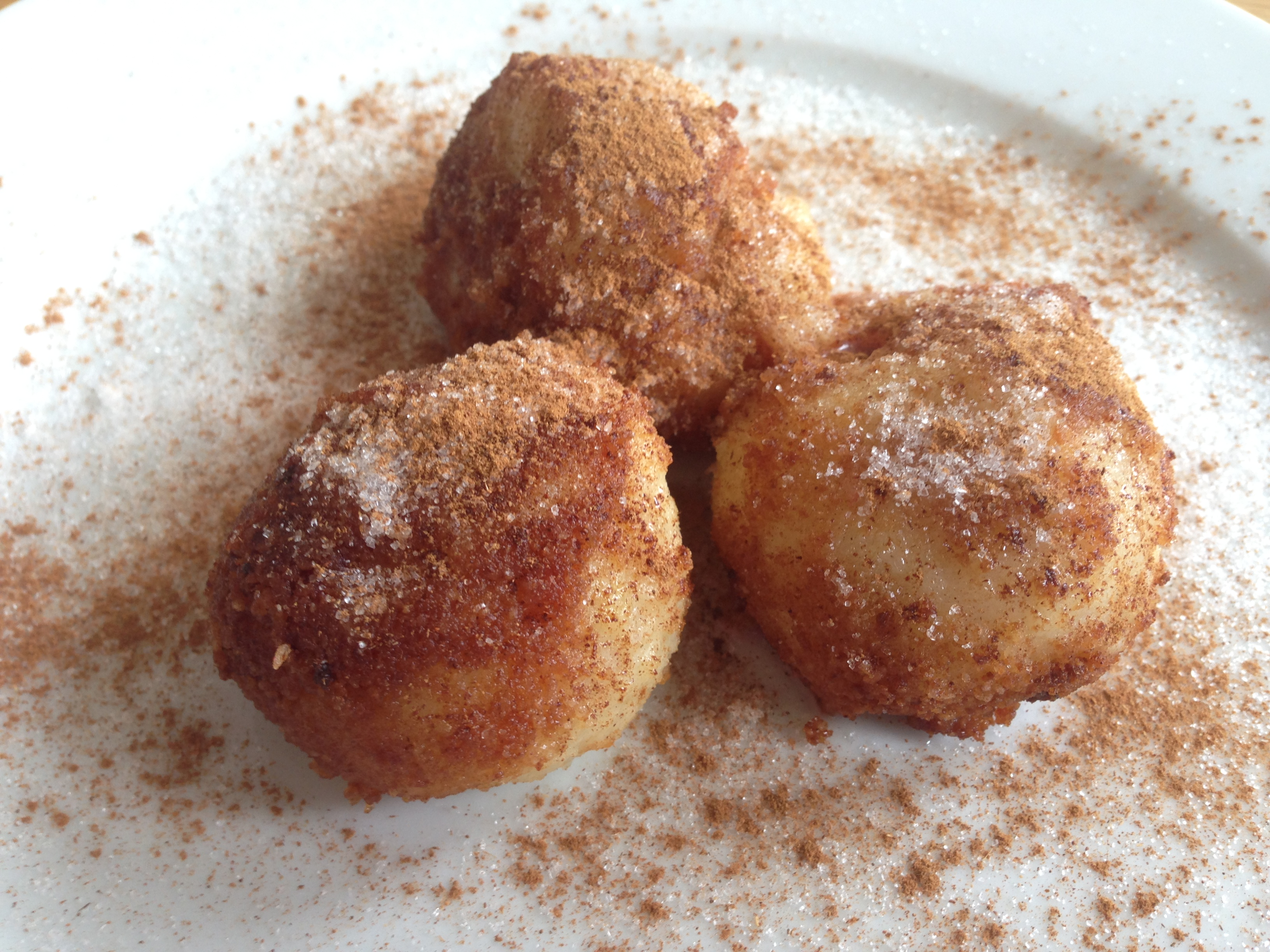
Сливові галушки, посипані коричневим цукром

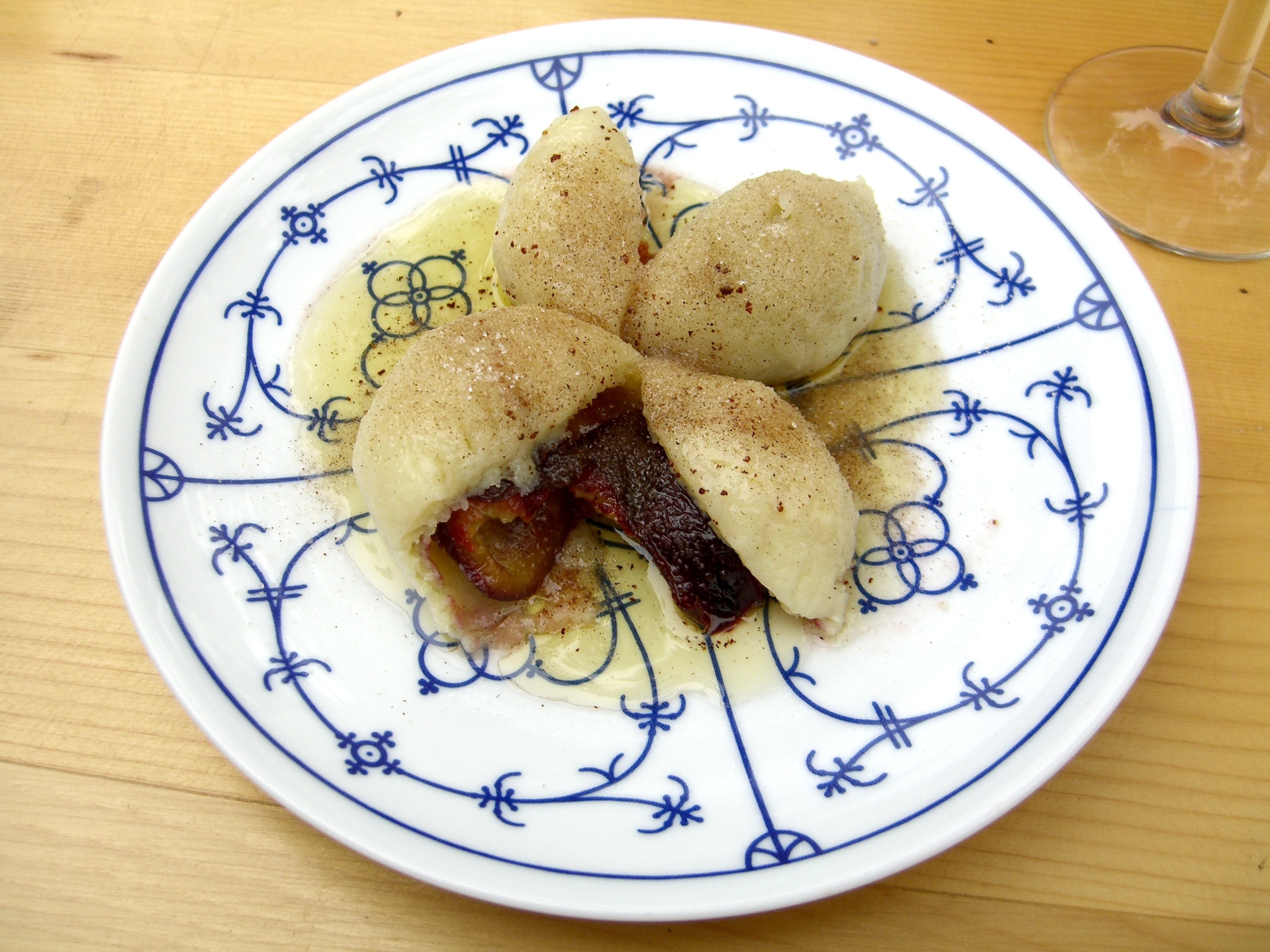
Сливові галушки

Сливові галушки, сливові кнедлі, крокети зі сливами, цвечгенкнедель (нім. Zwetschgenknödel, сильвашгомбоц угор. szilvás gombóc) — десертна страва австрійської, угорської та чеської кухонь, картопляні галушки з начинкою зі свіжої сливи.
Фруктові галушки були запозичені австрійською кухнею з чеської у XVIII–XIX століттях, коли в багатьох будинках віденської буржуазії тримали богемських куховарок. До XIX століття інгредієнти для цієї страви (картопля, цукор, кориця) були зовсім недоступні бідним верствам населення. Солодкі кнедлі набули широкого поширення лише в епоху бідермайєра і з середини XIX століття виявляються в кулінарних книгах. За деякими припущеннями, до появи фруктових галушок могли виявитися причетними до глазурованих фруктів — делікатес, що подавалися тільки при монарших дворах. Від глазурованих фруктів походять фрукти в шоколаді або марципані, а кмітливі віденські домогосподарки замінили їх на дешеве тісто.
Тісто для сливових галушок готують з очищеної картоплі в мундирі, ще гарячим пропущеного через прес-пюре або розім'ятого, в суміші з борошном, вершковим маслом або маргарином і яйцями. У вимитої сливи видаляють кісточки і начиняють шматочком цукру-рафінаду з корицею. Солодку сливу залишають із кісточкою, вона вимагає цукру. Розкатане тісто нарізають квадратиками, на кожен з яких кладуть сливу, кінчики тіста зліплюють і формують круглі галушки. Сливові галушки відварюють у підсоленій киплячій воді, потім обвалюють у підсмажених на вершковому маслі панірувальних сухарях. Перед подачею посипають коричневим цукром. Клецки можна також начиняти сливовим повидлом. За таким же рецептом готують абрикосові галушки.